# Обиходный звукоряд
Обихо́дный звукоря́д — звукоряд, лежащий в основе древнерусской церковной монодии, знаменного распева.

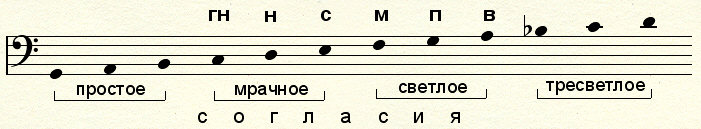
Обиходный звукоряд знаменного распева. Квадратными скобками выделены четыре трихорда целотоновой (T+T) структуры, так называемые «согласия»

Обиходный звукоряд состоит из четырёх трихордов одинаковой целотоновой (T+T) структуры, отделённых друг от друга полутоном. Отсюда его особенность (в отличие от диатонического октавного звукоряда): четвёртая ступень от каждой из ступеней обиходного звукоряда (вверх, вниз, вверх и вниз) всегда — чистая кварта. Оригинальные (XVII в.) названия помет для ступеней звукоряда (см. в нотном примере над нотами, указаны только для гексахорда c-a) передают преимущественно высотные характеристики звуков: гн — «гораздо низко», н — «низко», с — «средне», м — «мрачно», п — «повыше», в — «высоко». Трихорды целотоновой структуры назывались «согласиями»; названия согласий (в порядке от нижнего к верхнему): «простое», «мрачное», «светлое» и «тресветлое».
В терминах, предложенных С. В. Смоленским в конце XIX века, целотоновый трихорд называется большим, трихорд структуры тон плюс полутон (считая снизу вверх) — малым, полутон + тон (также снизу вверх) — укоснённым.
В связи с описанной структурой обиходного звукоряда (Ю. Н. Холопов относит такие интервальные структуры к миксодиатоническим) лады, возникающие на его основе, неоктавны. К ним неприложимы привычные названия диатонических, так называемых натуральных, ладов (дорийский, фригийский и др.). Развивая теорию Смоленского, «лад-глас», в основе которого лежит трихорд ТТ, Холопов называет «большим», лад с трихордом ТП в основе — «малым», лад с трихордом ПТ в основе — «укоснённым».